# Muhammed Lawal

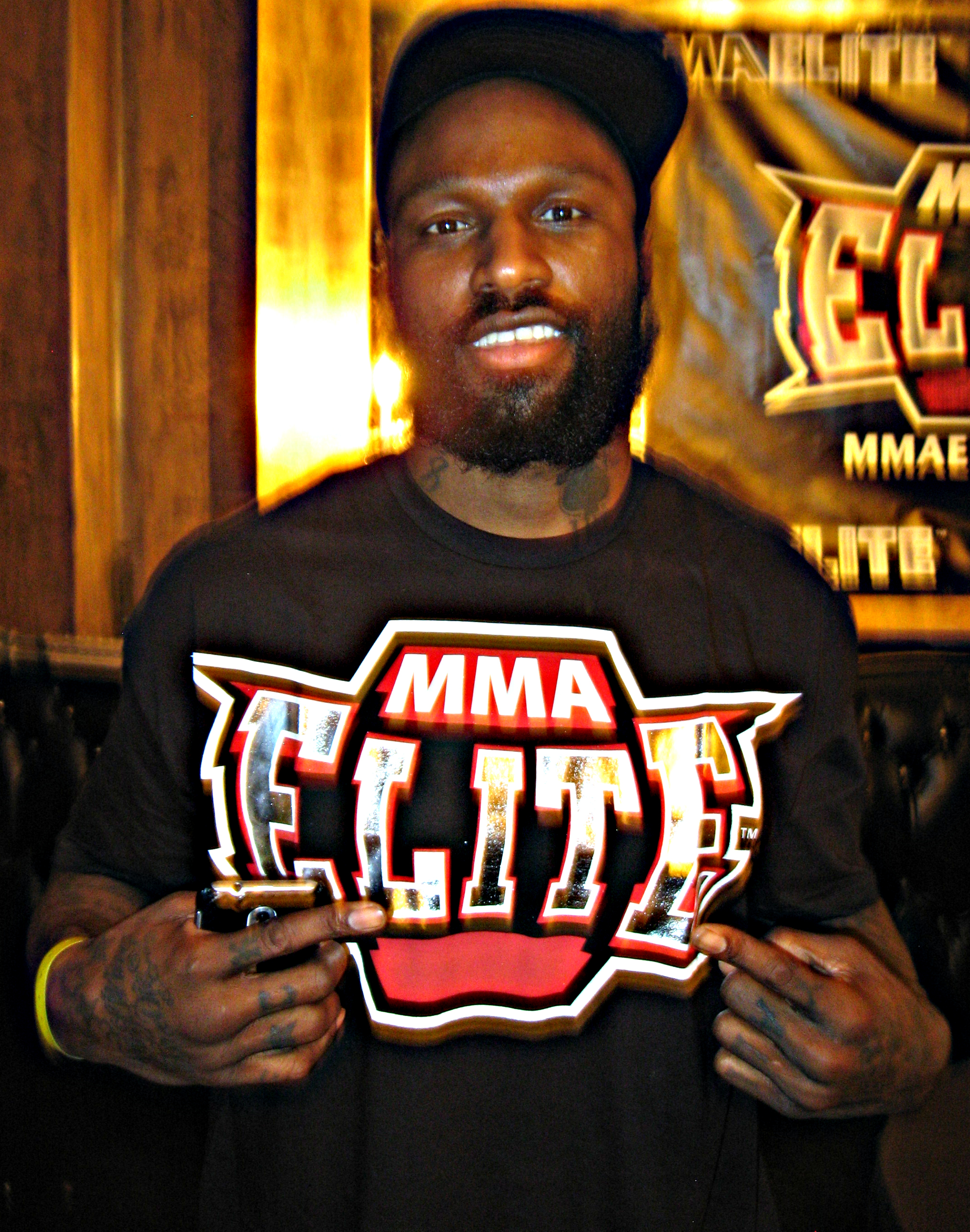
Lawal 2012

Muhammed Lawal (* 11. Januar 1981 in Plano, Texas, Spitzname King Mo) ist ein US-amerikanischer Ringer, Wrestler und Mixed-Martial-Arts-Kämpfer. Er war Panamerikanischer Meister 2007 im freien Stil im Halbschwergewicht.

## Werdegang
Muhammed Lawal wuchs in seiner Geburtsstadt als Sohn nigerianischer Einwanderer auf und besuchte dort die Plano East High School. Dort begann er 1996 auch mit dem Ringen, nachdem er vorher schon Leichtathletik, Schwimmen und Football betrieben hatte. Ab 1999 besuchte er die University of Central Oklahoma und im Jahre 2003 die Oklahoma State University. Diesen Wechsel nahm er vor, um bei den Trainern Terry Brands und John Smith trainieren zu können. Er rang nur im freien Stil. Nach 2003 wohnte er in Stillwater, Oklahoma, und gehörte dem Gator Wrestling Club an.
In den Jahren 2001 bis 2003 nahm er an den NCAA-Championships teil. Er belegte dabei im Jahre 2001 in der Division II den 2. Platz und im Jahre 2002 den 1. Platz. In der Division II starteten Ringer, die sich in den Qualifikationskämpfen nicht für die Division I qualifizieren konnten. Im Jahre 2003 war er in der Division I am Start und belegte dort im Halbschwergewicht hinter Damion Hahn und Jon Trenge den 3. Platz.
Im Jahre 2003 war er auch erstmals bei einer Weltmeisterschafts-Ausscheidung (Trials) dabei, kam dort aber im Mittelgewicht hinter Cael Sanderson, Lee Fullhart und Brandon Eggum nur auf den 4. Platz. Im Jahre 2005 siegte Muhammed Lawal bei den US-amerikanischen Meisterschaft im Mittelgewicht vor Lee Fullhart u. Tyler Nixt und konnte sich mit einem Sieg bei den WM-Trials auch für die Weltmeisterschaft in Budapest qualifizieren. Er gewann dort die Kämpfe gegen Ibrahim Al Khatib aus dem Libanon un Ruslan Samenkow aus Kirgisistan, ehe er in seinem dritten Kampf gegen Saschid Saschidow aus Russland verlor und damit auf den 7. Platz kam.
Im Jahre 2006 wurde Muhammed Lawal zwar wieder US-amerikanischer Meister im Mittelgewicht vor Lee Fullhart und Clint Wattenberg, belegte aber bei den WM-Trials hinter Andy Hrovat u. Clint Wattenberg nur den 3. Platz. Im Jahre 2007 kam er sowohl bei der USA-Meisterschaft, als auch bei den WM-Trials im Halbschwergewicht hinter Daniel Cormier jeweils auf den 2. Platz. Da vom US-amerikanischen Ringerverband bei den internationalen Meisterschaften grundsätzlich nur die Sieger der Trials eingesetzt werden, kam er in diesen beiden Jahren bei der Weltmeisterschaft nicht zum Einsatz. Er startete 2007 aber bei den Panamerikanischen Meisterschaften in San Salvador und siegte dort im Halbschwergewicht vor Luis Vivenes aus Venezuela, Arnulfo Hernandez Gonzalez aus Kolumbien und Michel Batista Martinez aus Kuba.
Im Jahre 2008 gewann Muhammed Lawal im Mittelgewicht vor Andy Hrovat und Bryse Hasseman seinen dritten USA-Meistertitel. Bei den Olympia-Trials musste er sich aber Andy Hrovat in drei Begegnungen mit 1:2 Siegen geschlagen geben und verpasste damit auch die Qualifikation für die Olympischen Spiele in Peking.
Muhammed Lawal beendete daraufhin seine Ringerkarriere und wurde Mixed-Martial-Arts-Kämpfer. Er kämpfte in dieser Sportart unter anderem in Japan bei Sengoku und in den Vereinigten Staaten bei Strikeforce. Seine Wettkampfbilanz betrug zum 21. August 2010 sieben Siege und eine Niederlage.
2012 wurde er nach einem positiven Dopingtest auf Anabolika für neun Monate gesperrt.

## Internationale Erfolge
| Jahr | Platz | Wettbewerb                                     | Gew.-Kl.   | |
| 2004 | 2.    | Manitoba Open                                  | Halbschwer | hinter Wes Hand, USA, vor Mel Campbell u. Brian Krawetz, bde. Kanada                                                             |
| 2004 | 2.    | „Dave-Schultz“-Memorial in Colorado Springs    | Halbschwer | hinter Thomas Rowlands, vor Nick Fekete u. Matt Greenberg, alle USA                                                              |
| 2004 | 2.    | Clansmen-Cup in Burnaby/Kanada                 | Halbschwer | hinter Chetag Gasjumow, Russland, vor Dean Schmeichel u. Michael Neufeld, Kanada                                                 |
| 2005 | 2.    | „Dave-Schultz“-Memorial in Colorado Springs    | Halbschwer | hinter David Rechul, vor Nick Fekete u. Zach Thompson, alle USA                                                                  |
| 2005 | 7.    | WM in Budapest                                 | Mittel     | mit Siegen über Ibrahim Al Khatib, Libanon u. Ruslan Samenkow, Kirgisistan u. einer Niederlage gegen Saschid Saschidow, Russland |
| 2006 | 1.    | „Dave-Schultz“-Memorial in Colorado Springs    | Mittel     | vor Ewgeni Kolomiets, Russland, Greg Parker u. Andy Hrovat, bde. USA                                                             |
| 2006 | 1.    | „Yasar-Dogu“-Memorial in Ankara                | Mittel     | vor Serhat Balci, Türkei, Roilandi Zuniga Herrera, Kuba u. Gökhan Yavaşer, Türkei                                                |
| 2006 | 1.    | „Takhty“-Cup in Teheran                        | Mittel     | vor Amir Abbas Moradi, J. Daliri, S. Ghorbani u. S. Amiri, alle Iran                                                             |
| 2006 | 3.    | Golden Grand Prix in Baku                      | Mittel     | hinter Reza Yazdani, Iran u. Taras Danko, Ukraine, vor Naurus Srapilewitsch Temresow, Russland u. Murad Gaidarow, Belarus        |
| 2006 | 1.    | New York AC-Open                               | Halbschwer | vor Damion Hahn, Davie Rechul u. Kyle Cerminara, alle USA                                                                        |
| 2007 | 2.    | Welt Cup in Krasnojarsk                        | Halbschwer | hinter Chadschimurad Gazalow, Russland, vor Amir Abbas Moradi, Iran u. Luka Eldari Kurtanidse, Georgien                          |
| 2007 | 2.    | „Alexander-Medwed“-Turnier in Minsk            | Halbschwer | hinter Damion Hahn, vor Kyle Cerminara u. Ruslan Scheikow, Belarus                                                               |
| 2007 | 1.    | Panamerikanische Meisterschaft in San Salvador | Halbschwer | vor Luis Vivenes, Venezuela, Arnulfo Hernandez Gonzalez, Kolumbien, Michel Batista Martinez, Kuba u. David Zilberman, Kanada     |
| 2007 | 1.    | Hargobind-Cup in Surrey/Kanada                 | Halbschwer | vor Kyle Cerminara u. Andy Hrovat, bde. USA                                                                                      |

Anm.: alle Wettkämpfe im freien Stil, Mittelgewicht bis 84 kg, Halbschwergewicht bis 96 kg Körpergewicht

## Nationale Erfolge
| Jahr | Platz | Wettbewerb                  | Gew.-Kl.   |                                                                          |
| 2001 | 2.    | NCAA-Championships, Div. II | Mittel     |                                                                          |
| 2002 | 1.    | NCAA-Championships, Div. II | Halbschwer |                                                                          |
| 2003 | 3.    | NCAA-Championships, Div. I  | Halbschwer | hinter Damion Hahn u. Jon Trenge                                         |
| 2003 | 4.    | WM-Trials                   | Mittel     | hinter Cael Sanderson, Lee Fullhart u. Brandon Eggum                     |
| 2004 | 3.    | USA-Meisterschaft           | Mittel     | hinter Lee Fullhart u. Cael Sanderson, vor Nick Preston u. Brandon Eggum |
| 2005 | 1.    | USA-Meisterschaft           | Mittel     | vor Lee Fullhart, Tyler Nixt u. Clint Wattenberg                         |
| 2005 | 1.    | WM-Trials                   | Mittel     | vor Lee Fullhart                                                         |
| 2006 | 1.    | USA-Meisterschaft           | Mittel     | vor Lee Fullhart, Clint Wattenberg u. Andy Pascoe                        |
| 2006 | 3.    | WM-Trials                   | Mittel     | hinter Andy Hrovat u. Clint Wattenberg                                   |
| 2007 | 2.    | USA-Meisterschaft           | Halbschwer | hinter Daniel Cormier, vor Kyle Cerminara                                |
| 2007 | 2.    | WM-Trials                   | Halbschwer | hinter Daniel Cormier, vor Damion Hahn                                   |
| 2008 | 1.    | USA-Meisterschaft           | Mittel     | vor Andy Hrovat, Byce Hasseman u. Clint Wattenberg                       |
| 2008 | 2.    | Olympia-Trials              | Mittel     | hinter Andy Hrovat, vor Bryce Hasseman                                   |